# اولدویک (نیوجرسی)
اولدویک (به انگلیسی: Oldwick) یک منطقهٔ مسکونی در ایالات متحده آمریکا است که در توکسبوری، نیوجرسی واقع شده‌است. اولدویک ۱۴۴ نفر جمعیت دارد و ۶۶ متر بالاتر از سطح دریا واقع شده‌است.